# Campeonato Europeu de Atletismo em Pista Coberta de 1979
O 10º Campeonato Europeu de Atletismo em Pista Coberta foi realizado no Ferry-Dusika-Halle, de Viena, Áustria, nos dias 24 e 25 de fevereiro de 1979. As competições repartiram-se por 19 eventos (11 no programa masculino e 8 no feminino).

## Medalhistas
Masculino
| Evento               | Ouro                      | Ouro       | Prata                  | Prata   | Bronze                  | Bronze  |
| 60 m                 | POL Marian Woronin        | 6.57 (CR)  | POL Leszek Dunecki     | 6.62    | BUL Petar Petrov        | 6.63    |
| 400 m                | TCH Karel Kolář           | 46.21 (CR) | ITA Stefano Malinverni | 46.59   | ROM Horia Toboc         | 46.86   |
| 800 m                | ESP Antonio Páez          | 1:47.4     | BUL Binko Kolev        | 1:47.8  | HUN András Paróczai     | 1:48.2  |
| 1500 m               | IRL Eamonn Coghlan        | 3:41.8     | FRG Thomas Wessinghage | 3:42.2  | GBR John Robson         | 3:42.8  |
| 3000 m               | SUI Markus Ryffel         | 7:44.43    | FRG Christoph Herle    | 7:45.44 | URS Aleksandr Fedotkin  | 7:45.50 |
| 60 m barreiras       | GDR Thomas Munkelt        | 7.59 (CR)  | FIN Arto Bryggare      | 7.67    | URS Eduard Pereverzev   | 7.70    |
| salto em altura      | URS Vladimir Yashchenko   | 2,26       | URS Gennadiy Belkov    | 2,26    | FRG André Schneider     | 2,24    |
| salto com vara       | POL Władysław Kozakiewicz | 5,50       | URS Konstantin Volkov  | 5,45    | URS Vladimir Trofimenko | 5,45    |
| salto em comprimento | URS Vladimir Tsepelyov    | 7,88       | URS Valeriy Podluzhniy | 7,86    | GDR Lutz Franke         | 7,80    |
| triplo salto         | URS Gennadiy Valyukevich  | 17,02      | URS Anatoliy Piskulin  | 16,97   | URS Jaak Uudmäe         | 16,91   |
| lançamento do peso   | FIN Reijo Ståhlberg       | 20,47      | GBR Geoff Capes        | 20,23   | URS Vladimir Kiselyov   | 20,01   |

Feminino
| Evento               | Ouro                  | Ouro        | Prata                     | Prata  | Bronze                   | Bronze |
| 60 m                 | GDR Marlies Oelsner   | 7.16        | GDR Marita Koch           | 7.19   | URS Lyudmila Storozhkova | 7.22   |
| 400 m                | GBR Verona Elder      | 51.80       | TCH Jarmila Kratochvílová | 51.81  | AUT Karoline Käfer       | 51.90  |
| 800 m                | BUL Nikolina Shtereva | 2:02.6      | GDR Anita Weiss           | 2:02.9 | ROM Fita Lovin           | 2:03.1 |
| 1500 m               | ROM Natalia Mărăşescu | 4:03.5 (CR) | URS Zamira Zaytseva       | 4:03.9 | BUL Svetlana Guskova     | 4:07.4 |
| 60 m barreiras       | POL Danuta Perka      | 7.95        | POL Grażyna Rabsztyn      | 8.00   | URS Nina Morgulina       | 8.09   |
| salto em altura      | HUN Andrea Mátay      | 1,92        | POL Urszula Kielan        | 1,85   | FRG Ulrike Meyfarth      | 1,80   |
| salto em comprimento | GDR Siegrun Siegl     | 6,70        | TCH Jarmila Nygrýnová     | 6,42   | SWE Lena Johansson       | 6,27   |
| lançamento do peso   | GDR Ilona Slupianek   | 21,01       | GDR Marianne Adam         | 20,11  | GBR Judith Oakes         | 15,66  |

(CR) = Recorde dos campeonatos

## Quadro de medalhas
| Ordem | País               | Medalha de ouro | Medalha de prata | Medalha de bronze | Total |
| ----- | ------------------ | --------------- | ---------------- | ----------------- | ----- |
| 1     | Alemanha Oriental  | 4               | 3                | 1                 | 8     |
| 2     | União Soviética    | 3               | 5                | 7                 | 15    |
| 3     | Polónia            | 3               | 3                | 0                 | 6     |
| 4     | Tchecoslováquia    | 1               | 2                | 0                 | 3     |
| 5     | Bulgária           | 1               | 1                | 2                 | 4     |
| 5     | Reino Unido        | 1               | 1                | 2                 | 4     |
| 7     | Finlândia          | 1               | 1                | 0                 | 2     |
| 8     | Roménia            | 1               | 0                | 2                 | 3     |
| 9     | Hungria            | 1               | 0                | 1                 | 2     |
| 10    | Irlanda            | 1               | 0                | 0                 | 1     |
| 10    | Espanha            | 1               | 0                | 0                 | 1     |
| 10    | Suíça              | 1               | 0                | 0                 | 1     |
| 13    | Alemanha Ocidental | 0               | 2                | 2                 | 4     |
| 14    | Itália             | 0               | 1                | 0                 | 1     |
| 15    | Áustria            | 0               | 0                | 1                 | 1     |
| 15    | Suécia             | 0               | 0                | 1                 | 1     |